# Thalassometra
Thalassometra is een geslacht van haarsterren, en het typegeslacht van de familie Thalassometridae.

## Soorten
- Thalassometra agassizii (Hartlaub, 1895)
- Thalassometra attenuata A.H. Clark, 1909
- Thalassometra bispinosa (Carpenter, 1888)
- Thalassometra echinata (Carpenter, 1888)
- Thalassometra electrae John, 1937
- Thalassometra gracilis (Carpenter, 1888)
- Thalassometra hawaiiensis (A.H. Clark, 1907)
- Thalassometra hirsuta A.H. Clark, 1911
- Thalassometra latipinna (Carpenter, 1888)
- Thalassometra lusitanica (Carpenter, 1884)
- Thalassometra margaritifera A.H. Clark, 1912
- Thalassometra marginata A.H. Clark, 1912
- Thalassometra multispina (Carpenter, 1888)
- Thalassometra omissa (Koehler, 1909)
- Thalassometra peripolos A.H. Clark, 1929
- Thalassometra setosa A.H. Clark, 1923
- Thalassometra tara McKnight, 1977
- Thalassometra villosa (A.H. Clark, 1907)